# Mecyna atlanticum
Mecyna atlanticum là một loài bướm đêm trong họ Crambidae.